# Bacquepuis
Bacquepuis is een gemeente in het Franse departement Eure (regio Normandië) en telt 295 inwoners (1999). De plaats maakt deel uit van het arrondissement Évreux.

## Geografie
De oppervlakte van Bacquepuis bedraagt 5,1 km², de bevolkingsdichtheid is 57,8 inwoners per km².
De onderstaande kaart toont de ligging van Bacquepuis met de belangrijkste infrastructuur en aangrenzende gemeenten.

## Demografie
Onderstaande figuur toont het verloop van het inwonertal (bron: INSEE-tellingen).